# Pląśnik kubański
Pląśnik kubański, złocik kubański (Riccordia ricordii) – gatunek małego ptaka z rodziny kolibrowatych (Trochilidae), endemicznie występujący na Kubie i Bahamach. Nie jest zagrożony.

## Taksonomia
Jest to gatunek monotypowy. Za podgatunek pląśnika kubańskiego był dawniej uważany wymarły pląśnik bahamski (Riccordia bracei).

## Zasięg występowania
Pląśnik kubański zamieszkuje Kubę wraz z okolicznymi wyspami (w tym Isla de la Juventud) oraz Bahamy.

## Opis
Długość ciała: samce 10,5–11,5 cm, samice 9,5–10,5 cm. Masa ciała 2,5–5 g.
Samce nabierają dojrzałego upierzenia w trzecim roku życia: grzbiet i pierś metalicznozielone ze złotym i niebieskim połyskiem. Skrzydła bardzo ciemne. Samiczka w barwach mniej połyskujących, dolna część ciała brązowawa. Okazy niedojrzałe podobne do samiczek. Dziób długi, nieco wygięty.
Są zdolne do lotu statycznego we wszystkich kierunkach. Żywią się nektarem i owadami łapanymi w locie i na kwiatach. Podczas pożywiania się wyginają ciało około 45 stopni. Nie chodzą, jedynie potrafią przysiadać na gałązkach.

## Status
Międzynarodowa Unia Ochrony Przyrody (IUCN) uznaje pląśnika kubańskiego za gatunek najmniejszej troski (LC – Least Concern). Liczebność populacji nie została oszacowana, ale ptak ten opisywany jest jako pospolity. Trend liczebności populacji oceniany jest jako spadkowy ze względu na wylesianie.